# Rafał Sznajder
Rafał Jerzy Sznajder (ur. 13 października 1972 w Będzinie, zm. 13 kwietnia 2014 w Płowdiwie) – polski szermierz, czterokrotny medalista mistrzostw świata, trzykrotny medalista mistrzostw Europy, trzykrotny olimpijczyk. Po zakończeniu kariery zawodniczej sędzia międzynarodowy i działacz w krajowych instytucjach związanych z szermierką.

## Życiorys
Jego ojciec uprawiał piłkę nożną. On sam początkowo interesował się hokejem na lodzie, jednak w wieku 14 lat za namową kolegi ze szkoły poszedł na trening szermierki w klubie Zagłębie Sosnowiec, po którym przekonał się do regularnego uprawiania tej dyscypliny. W Zagłębiu jego trenerem był Jerzy Wandzioch. Jako zawodnik tego klubu odniósł pierwszy znaczący sukces w karierze - wicemistrzostwo Polski młodzieżowców w 1990 roku. W późniejszych latach reprezentował barwy MOSiR-u Sosnowiec.
Pierwszym ważnym osiągnięciem Rafała Sznajdera na arenie międzynarodowej było zdobycie brązowego medalu na uniwersjadzie w Buffalo w 1993 roku. Uczestniczył w rozgrywkach Pucharu Świata.
Podczas mistrzostw świata w Kapsztadzie w 1997 roku wywalczył brązowy medal w turnieju indywidualnym. Wyprzedzili go jedynie Rosjanin Stanisław Pozdniakow i Włoch Luigi Tarantino. Na rozgrywanych rok później mistrzostwach świata w La Chaux-de-Fonds Polacy w składzie: Marcin Sobala, Dariusz Gilman, Norbert Jaskot i Rafał Sznajder zdobyli brązowy medal w zawodach drużynowych. W konkurencji tej, razem z Sobalą, Jaskotem i Arkadiuszem Nowinowskim zdobył również srebrny medal na mistrzostwach świata w Seulu w 1999 roku. Ponadto zdobył brązowy medal w turnieju indywidualnym na mistrzostwach świata w Nîmes w 2001 roku. Tym razem wyprzedzili go Pozdniakow i Francuz Julien Pillet.
Wystartował na igrzyskach olimpijskich w Atlancie w 1996 roku, zajmując czwarte miejsce drużynowo i siódme indywidualnie. Na rozgrywanych cztery lata później igrzyskach olimpijskich w Sydney drużynowo był siódmy, a indywidualnie zajął 22. miejsce. Brał też udział w igrzyskach olimpijskich w Atenach w 2004 roku, gdzie był czternasty indywidualnie.
Zdobył ponadto złoty medal drużynowo na mistrzostwach Europy w Płowdiwie w 1998 roku oraz srebrne w tej konkurencji na mistrzostwach Europy w Kopenhadze w 2004 roku i mistrzostwach Europy w Zalaegerszegu rok później.
Rafał Sznajder oficjalnie zakończył zawodniczą karierę podczas zawodów Pucharu Świata Młodzieżowców rozgrywanych w sosnowieckiej Hali Widowiskowo-Sportowej w dniu 13 października 2007 roku. Po zakończeniu kariery został członkiem zarządu Polskiego Związku Szermierczego, wiceprezesem Towarzystwa Miłośników Szermierki w Sosnowcu oraz sędzią międzynarodowym (m.in. sędziował zawody na igrzyskach olimpijskich w Londynie w 2012 roku).
Zmarł 13 kwietnia 2014 roku w bułgarskim mieście Płowdiw, gdzie rozgrywano mistrzostwa świata kadetów i juniorów w szermierce, na których pełnił funkcję sędziego. Prawdopodobną przyczyną śmierci był atak serca. Jego pogrzeb odbył się dziesięć dni później w kościele Nawiedzenia Najświętszej Maryi Panny w Będzinie. Został pochowany na cmentarzu w Będzinie-Małobądzu.

## Osiągnięcia
- 1993 - Letnia uniwersjada
- 1996 - Igrzyska olimpijskie (7. miejsce indywidualnie i 4. drużynowo)
- 1997 - Mistrzostwa świata
- 1998 - Mistrzostwa świata  (drużynowo)
- 1998 - Mistrzostwa Europy  (drużynowo)
- 1998 - Mistrzostwa Polski
- 1999 - Mistrzostwa świata  (drużynowo)
- 2000 - Igrzyska olimpijskie (22. miejsce indywidualnie i 7. drużynowo)
- 2001 - Mistrzostwa świata
- 2001 - Mistrzostwa Polski
- 2001 - Międzynarodowy Turniej O Szablę Wołodyjowskiego
- 2002 - Mistrzostwa Polski
- 2003 - Klubowy Puchar Europy w Koninie
- 2003 - Mistrzostwa Polski  (drużynowo)
- 2004 - Igrzyska olimpijskie (14. miejsce indywidualnie)
- 2004 - Mistrzostwa Europy  (drużynowo)
- 2005 - Mistrzostwa Europy  (drużynowo)

## Upamiętnienie
25 października 2014 r. sali szermierczej przy ulicy Stefana Żeromskiego w Sosnowcu nadano imię Rafała Sznajdera. W 2017 roku, w związku z realizacją ustawy dekomunizacyjnej władze Będzina przemianowały ulicę Wirginiusza Chmielewskiego na ulicę Rafała Sznajdera. 